# Belmonte Mezzagno
Belmonte Mezzagno (sicilià Belmunti Minzagnu) és un municipi italià, dins de la Ciutat Metropolitana de Palerm. L'any 2007 tenia 10.305 habitants. Limita amb els municipis d'Altofonte, Misilmeri, Palerm i Santa Cristina Gela.

## Administració
| Període | Identitat       | Partit |
| ------- | --------------- | ------ |
| 2007-   | Saverio Barrale | Centre |